# KV11

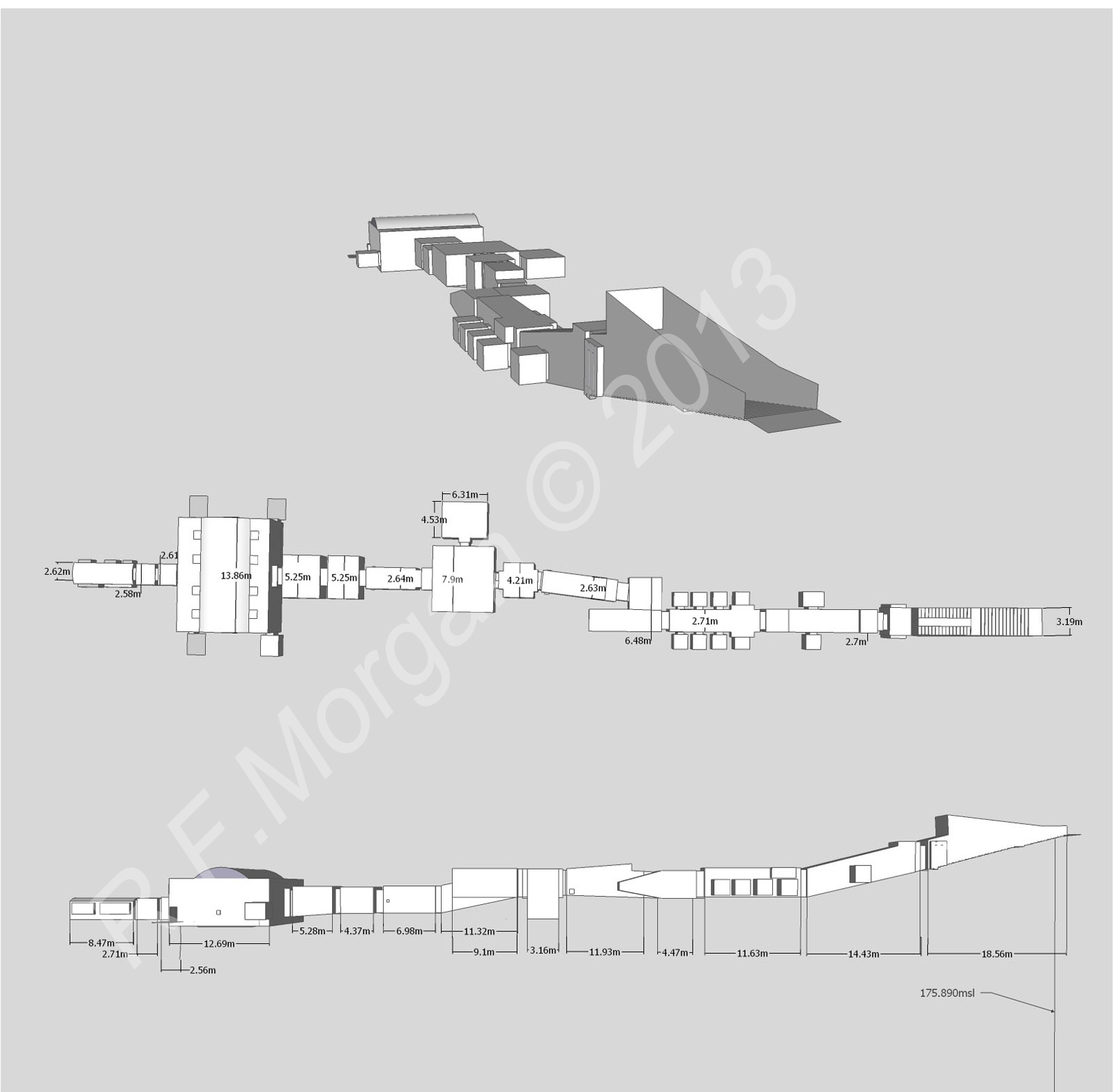
KV11 Setnakhte-toàn quyền III Sơ

Ngôi mộ KV11 là ngôi mộ của Ai Cập Cổ đại, dùng để chôn cất vị Pharaon Ramesses III. Nằm trong trung tâm của Thung lũng của các vị Vua, các ngôi mộ đã được dự định xây cho Setnakhte, nhưng bị bỏ rơi khi nó bị đột nhập vào trước đó ngôi mộ của Amenmesse (KV10). Setnakhte được chôn trong KV14. Ngôi mộ KV11 đã khởi động lại và mở rộng trên một trục khác nhau cho Ramesses III.
Ngôi mộ đã được mở từ thời cổ đại, và đã được biết đến như là Bruce 's Tomb (tên là sau khi James Bruce, người đầu tiên bước vào ngôi mộ năm 1768) và Harper' s Tomb (do để những bức tranh của hai người mù harpers trong ngôi mộ).

## Bản đồ vị trí các ngôi mộ
|  | Chủ đề Ai Cập cổ đại |